# Василівщина (Мядельський район)
Василівщина (біл. вёска Васілеўшчына) — село в складі Мядельського району Мінської області, Білорусь. Село підпорядковане Кривицькій сільській раді, розташоване в північній частині області.